# 刈羽村
刈羽村（日语：／ Kariwa mura */?）為新潟縣刈羽郡的一村。面積26.28平方公里，人口
4,997人。現任町長為品田宏夫。

## 地理
- 河川: 別山川
- 湖沼: 大池

### 相鄰的自治体
- 柏崎市、長岡市

## 經濟

### 產業
- 主要產業　發電
  - 柏崎刈羽核電廠
- 產業人口　（平成17年）
  - 第一次産業
    - 251 （9.8％）

  - 第二次産業
    - 892 （34.8％）

  - 第三次産業
    - 1,406 （54.9％）
- 總計：2,560

## 外部連結
- 刈羽村 （页面存档备份，存于）